# День выборов (фильм)
«День вы́боров» — российский комедийный фильм Олега Фомина. Экранизация одноимённого спектакля «Квартета И» и группы «Несчастный случай».
Сюжет фильма рассказывает о группе сотрудников успешной московской радиостанции, которые отправляются в Поволжье, чтобы помочь в продвижении кандидата на выборах местного губернатора. Им помогают директор местного театра, мнимый священник и связи их босса.
Премьера фильма состоялась 18 октября 2007 года, 30 декабря того же года на «Первом канале» состоялась телевизионная премьера, кроме того, 8 марта 2008 года на «РЕН ТВ» была показана четырёхсерийная телеверсия картины, которая длиннее киноверсии на 36 минут.

## Сюжет
Москва, 2001 год. Олигарх Эммануил Гедеонович, владелец радиостанции «Как бы радио», отдаёт распоряжение немедленно направить группу сотрудников в одну из областей Поволжья для организации и проведения избирательной кампании. Он же присылает технического кандидата Игоря Цаплина. На подготовку у сотрудников есть всего неделя, пока их теплоход, ставший мобильным штабом, добирается из Москвы до места назначения. Победа на выборах совсем не обязательна, единственная реальная задача «агрессивной PR-кампании» — всего лишь хорошенько пугнуть конкурентов и, если получится, оттянуть у них несколько процентов голосов. Руководитель проекта, Саша, неуклюже старается держать всё под контролем, а остальная команда — Лёша, Слава, Максим, Камиль и Нонна — поначалу негативно принимают неожиданный приказ начальства. Также с ними плывут «спутница» олигарха Виктория Александровна, её знакомая Лёля и случайным образом нанятый лже-священник отец Иннокентий. В пути они периодически принимают на борт музыкальные группы, чтобы выступать перед избирателями.
На третий день пути теплоход прибывает в город, где всем управляют казаки во главе с атаманом Парамоновым и находится «чапельный или чапельниковый» завод, который давно простаивает. Камиль, пытаясь сдержать обещание не пить в поездке, одевается в строгий костюм, и перед Парамоновым друзья представляют его как полковника ФСБ, чтобы избежать возможных проблем с казаками. Ранее поддерживавший действующего губернатора Емельянова (к слову, он уже становился губернатором два раза), Парамонов договаривается с командой теплохода мирно, ошеломлённый выдуманным статусом Камиля. В то же время Виктория Александровна намекает Славе на близкие отношения, от чего его оберегает Лёша, а режиссёр областного театра, друг Камиля, ставит демонстрации против Емельянова. Но сам Емельянов не сидит сложа руки и, в свою очередь, начинает им противодействовать. Это становится понятно на четвёртый день, когда на алкогольный завод их не пускают местные бандиты Боря и Федя. Впрочем, узнав Викторию Александровну как спутницу их авторитета, Эммануила Гедеоновича, они меняют своё отношение к команде, и концерт на заводе проходит. Тогда же выясняется, что и без того недотёпистый Цаплин, собственный кандидат радиосотрудников, когда-то имел судимость.
Вечером друзья безуспешно изобретают способ выступить в следующем пункте — воинской части. Запрет теплоходу приставать на берег — всё те же происки Емельянова, однако благодаря Виктории Александровне и случайной экспертизе чапельников им удаётся подстраховаться возможным шантажом командующего частью: сложив некоторые обстоятельства между собой, Слава понимает, что командующий когда-то продал кабель для спецсвязи, сделанный из сплава редких металлов, на лом для чапельников. На пятый день они выступают и в части, но на шестой день выясняется, что Камиль украл оттуда сверхсекретный прибор, о пропаже которого уже пронеслось по телевидению. Также Слава рассказывает Лёше и Максиму, что ночью Виктория Александровна всё же добилась своего, и она, заметив их разговор, советует никому больше об этом не рассказывать. Камиль настраивает прибор и, звоня Емельянову по правительственной линии, угрожающими намёками заставляет его снять кордоны, которые были выставлены из-за вымышленной холеры на теплоходе. Когда начинается пресс-конференция Цаплина, его, случайно разбившего лицо, представляют как жертву покушения и на все вопросы на ходу сочиняют шаткие, но вроде бы убедительные ответы. Удачно друзья обходят и слухи о его судимости. Вечером на финальном концерте Камиль непреднамеренно выпивает и срывается, а затем прячет конфискованный у Бори с Федей брикет наркотиков в дым-машину. Концерт продолжается и заканчивается.
Игорь Цаплин неожиданно и триумфально побеждает на выборах. Но, оказывается, в дикой спешке и неразберихе сотрудники радио по ошибке выиграли выборы не в той области (в Самарской вместо Саратовской). Эммануил Гедеонович присылает нового кандидата.

## В ролях

### Агитационная команда

#### Сотрудники «Как бы радио»
- Квартет И
  - Ростислав Хаит — Ростислав, радиожурналист
  - Леонид Барац — Алексей, радиожурналист
  - Александр Демидов — Александр Сергеевич, администратор, «начальник предвыборного штаба»
  - Камиль Ларин — Камиль Ренатович, техник
- Максим Виторган — Максим, ведущий
- Нонна Гришаева — Нонна, ведущая
- Михаил Козырев — Михаил Натанович, программный директор
- Анна Азарова — Аня, любовница Михаила Натановича, секретарша

#### Их спутники и помощники
- Василий Уткин — Игорь Владимирович Цаплин, кандидат в губернаторы Самарской области «от Эммануила Гедеоновича»
- Михаил Ефремов — Михаил Олегович, мелкий жулик, мнимый священнослужитель «отец Иннокентий»
- Елена Шевченко — Виктория Александровна, спутница Эммануила Гедеоновича
- Елена Князева — Лёля Владимировна, подруга Виктории
- Евгений Стеблов — Сан Саныч, приятель Камиля, режиссёр «русского областного театра драмы им. М. Петухова»

### Приволжские персонажи
- Александр Семчев — А. С. Емельянов, действующий губернатор Самарской области
- Александр Голубев — заместитель губернатора Самарской области
- Юрий Круценко — помощник губернатора Емельянова
- Алексей Кортнев — Алексей Анатольевич Парамонов, казачий атаман из Приволжска
- Валерий Баринов — генерал-лейтенант Иван Андреевич Бурдун, командующий «сверхсекретной» военной частью
- Павел Абдалов — Боря (Борис Сергеевич), управляющий ликёро-водочным заводом из Взвейска
- Михаил Евланов — Федя, напарник Бориса

### Остальные роли
- Сергей Чонишвили — голос Эммануила Гедеоновича[4] (нет в титрах)
- Александр Гуревич — Алексей Витальевич Алинкин, кандидат в губернаторы Саратовской области «от Эммануила Гедеоновича»
- Сергей Абрамов — водитель Виктории Александровны[5] (нет в титрах)
- Олег Беглов — чиновник из правительства РФ
- Борис Кольцов — камео
- Марианна Максимовская — камео
- Владимир Кара-Мурза — камео (в телеверсии)
- Пётр Фадеев — камео
- Константин Толстов — офицер береговой охраны

В оригинальном спектакле «День выборов» Эммануила Гедеоновича озвучивал Эммануил Гедеонович Виторган. В фильме голосом олигарха стал Сергей Чонишвили, однако имя и отчество персонажа сохранились.

### Исполнение песен
| Исполнитель                                                                       | Название в фильме                             | Песни                                                                                        |
| --------------------------------------------------------------------------------- | --------------------------------------------- | -------------------------------------------------------------------------------------------- |
| Сергей Шнуров и Ленинград                                                         | Ненормалы                                     | Выбора́                                                                                       |
| Олег Щукин, Виктор Сахаров, Виталий Галицкий                                      | Казачий хор г. Приволжска                     | Ойся ты ойся                                                                                 |
| Серёга                                                                            | Никола Сокол                                  | Воровская                                                                                    |
| Uma2rmaH (Владимир Кристовский, Сергей Кристовский)                               | группа ВверхТорМашки                          | Трансвестит Машка!                                                                           |
| Андрей Макаревич Георгий Мартиросьян                                              | дуэт некоммерческой песни «Двое против ветра» | Снежинка                                                                                     |
| Иванушки International (Андрей Григорьев-Аполлонов, Кирилл Андреев, Олег Яковлев) | Иван и Ушки                                   | Учительница                                                                                  |
| Чайф (Владимир Шахрин, Владимир Бегунов)                                          | дуэт «Поволжские перезвоны»                   | куплеты про Игоря Владимировича, романс об избирательной урне (в телеверсии), Мама — Анархия |
| Би-2 (Лёва Би-2, Шура Би-2)                                                       | группа «Дым над водой»                        | Ночной ларёк, Полковнику никто не пишет                                                      |
| Валерий Сюткин                                                                    | ансамбль ДК Мебельщиков «Оливер Твист»        | Твист                                                                                        |
| арт-фолк-группа «Карагод»                                                         | Наталья Кокорева и ансамбль «Бубенцы России»  | Как у девок во селе… (частушки)                                                              |
| Дмитрий Певцов Евгений Стычкин Марат Башаров Олег Фомин                           | Квартет «стоматологов»                        | Песня стоматологов из сериала «Стоматологи»                                                  |

## Факты
- Фильм был снят при поддержке Федерального агентства по культуре и кинематографии России вскоре после отмены выборов глав субъектов РФ.
- В конце 2005 года к «Квартету И» пришёл бывший глава «Тяжпромэкспорта» и нынешний президент компании «Универсальная электронная карта» Николай Ульянов и предложил снять фильм по спектаклю «День выборов», однако при инвестициях в 3 млн долларов ему удалось заработать только 2 миллиона, поскольку при сборах в 6 млн долларов остальные деньги были отданы кинотеатрам и прокатчику[6].
- По словам Олега Фомина, перед съёмками сценарий отправляли на одобрение в Кремль[7].
- Персонажа, которого играет Камиль Ларин, в фильме зовут Камиль Ренатович, хотя в жизни актёра зовут Камиль Шамильевич, и так же зовут героя спектакля — отчество героя было изменено, чтобы у зрителя не возникали ассоциации с чеченским террористом Шамилем Басаевым[8].
- За три года до выхода фильма играющие квартет стоматологов Певцов, Стычкин, Башаров и Фомин вместе играли в сериале «Холостяки»[9].

- Борис Надеждин, кандидат в президенты России в 2024 году, рассказывал своим друзьям из «Квартета И» смешные истории про политиков, некоторые из которых попали в сценарий оригинального спектакля, а впоследствии и фильма. Об этом Борис рассказал на интервью каналу «7x7» 25 января 2024 года во время своей президентской кампании.[10]

## Награды
В октябре 2007 года на 8-м кинофестивале «Улыбнись, Россия!» фильм «День выборов» получил гран-при как лучшая комедия года.